# Історія Стебника в особах
Стебничани в силу обставин, брали активну участь у творенні історії свого Міста та України.
Дані матеріали взяті з книги Дашко М. «Сторінками історії Стебника» -Стебник- 1998.. Стор.14 (священики), 25 (дяки), 27 (жандермерія і вояки УГА), 28 (осередки ОУН та КПЗУ), 30 (арешти 1939-41), 33 (вивезенні в Німеччину та червоні партизани), 35(солдати СС-Галичина, 3(мобілізовані до Червоної Армії, 37 (вояки УПА, 39 (депортовані до Сибіру, 40 (заарештовані в післявоєнні роки), 47 (директори заводу, голови профспілки, Секретарі компартії, 54 (очільники навчальних закладів), 68 (війти, голови сільради, міськради, мери міста)

## Священики
Церква Різдва Пресвятої Богородиці в народі назва (Церква отця Петра):
отець мітр.прот. Петро Герилюк-Купчинський (парох) у 1991-2007рр., (можливо, що підпільний єпископ під умовою, висвячений одночасно з Павлом Василиком єпископом Йосафатом Федориком у 1974 році.);
гр. Лужецький Володимир Афанасович сотрудник парафії 1993-1994рр.;
священники: Бучинський Михайло (редактор газети «Жива Вода» та суміщення посади сотрудника парафії 2002-2007рр, адміністратор парафії 2007-2021рр.,
Андрій Осередчук (викладач у Дрогобицькій семінарії та сотрудник парафії),
Шевчук Мирослав сотрудник парафії,
Копичин Ярослав в короткім часі сотрудник, а потім адміністратор парафії,
Бісик Олег в короткім часі єпархіяльний суддя - адміністратор парафії.
Церковні дяки: Тимко Дуб, Яків Слюсар, Іван Урбанович, Василь Шашкевич, Олекса Антонік, Василь Лупак, Дмитро Лещишин, Василь Губіцький, Богдан Матковський, Володимир Скочеляс, Олег Ортинський...
Паламарі: Григорій Варивода, Яким Блажкевич, Панько Солецький, Ілько Сенів, Михайло Крвавич, Олег Ортинський...

## Заарештовані в 1914—1917 рр
Перша хвиля політичних репресій на Західній Україні пройшла «завдяки» австрійській короні, котра переслідувала галичан з русофільскими поглядами. Дані взяті з Талергофського альманаху [Архівовано 27 серпня 2019 у Wayback Machine.].
Заарештовані: о. Петро Лазурко (двічі), Михайло Івасівка, Петро Сушкевич з двома сестрами, Іван Сушкевич, Степан Стинавка, Михайло Дмитров, Іван Дуцяк, Матвій Хомин, поміщик Терлецький, Михайло Чубара, Марія Коваль.

## Українська жандермерія ЗУНР
Федір Лавриковський, Михайло Лупак, Юрій Уліцкий.

## Вояки УГА
Федір Лавриківський, Михайло Лупак, Юрій Уліцький, Семен Дирко, Юрій Андрущак, Михайло Амборський, Михайло Іваник, Михайло Іваник, який працював на заводі пожежником, Михайло Варивода,Олекса Варивода, Семен Кулик, Петро Стечкевич, Сень Стечкевич, Микола Печінка, Михайло Дмитрів, Іван Івасько, Василь Фаб´як, Степан Блажкевич, Василь Олексишин, Іван Кравчук, Михайло Паращак, Григорій Лоцуняк, Михайло Мінчак, Михайло Пущак, Микола Рупінський, Микола Канька, Микола Василишин, Григорій Василишин, Микола Варивода. Гнат Лабовка, Лев Струк. Семен Дирко та Юрій Андрущак загинули на полі бою. Василь Олексишин брав участь в обороні Львівського залізничного вокзалу.

## Осередок КПЗУ 1922—1934
С.Білавка, М.Амборський, Д.Орсуляк, Й.Андріяшин, М.Тарнавський, І.Шашкевич, М.Куртяк, М.Славич.

## Перший осередок ОУН
Михайло Івасівка, Михайло Лабовка, Петро Луцуняк, Василь Мороз, Яким Іваник.

## Заарештовані в 1939—1941рр
Григорії Івасівка (арешт 23.12.39), Микола Соболь (арешт 23.12.39), Владзімеж Григоржевіч, Антон Крам (німець), Іполіт Вішневський (арешт 24.4.40), Тадей Грабовський (24.4.40), Казімєж Заремба, Богдан Губицький, Михайло Онисько, Петро Онисько.

## Перші депортації в Сибір
22.6.41 : Петро Гук (родина 4 особи), Йосип Івасівка (родина 3 особи), Розалія Онисько (3 особи), Богдан Янів (3 особи), Юрій Мороз (3 особи).

## Примусово вивезенні в Німеччину
Василь Волошинський, М.Федичко, М.Божик, Т. Божик, Іван Блажкевич, П.Мотика, Мих. Старосольський, Мих. Ковальчик, Мих. Попаденець, Марія Драновська, Василь Статкевич, Василь Дуб, В.Орсуляк, брати Степан, Ярослав, Михайло Пуців, С.Мельнічак, Мих. Івасівка, Василь Хомин, Василь Мороз, Й.Лабовка.

## Українська поліція 1941—1943
Микола Івасівка, Павло Тарнавський, Йосиф Лабовка

## Червоні партизани ім. І.Франка
Мих. Варивода, Мих. Веклюк, Василь Середницький, Василь Хомин.

## Вояки дивізії СС «Галиччина»
М.Веклюк, Степан Качала, Михайло Пуців, Йосип Федичко, Петро Солецький, Ярослав Варивода, Степан Дирко, Мих. Добош, Мих. Івасівка, Мих. Недзельський, Вас. Федоранчак, Олекса Варивода.

## Солдати Червоної Армії (призов 1944—1945рр)
Мих. Женіч, Мих. Лабовка, Микола Лабовка, Степан Кіселичник, Стефан Божик, Дмитро Пуців, Василь Козар, Володимир Грижак, Мик. Мацав, Мик. Дмитрів, Ярослав Рачинський, П.Хомин, Мих. Орсуляк, Ярослав Середницький, Мик. Солецький, Вас. Товкач, Стефан Лавриковський, Володимир Славич, Василь Варивода, Вол. Пушак, Ярослав Бодух, Йосиф Геттель, Микола Онисько, Стефан Дмитрів, Мих. Онисько, Петро Варивода, Василь Думайло, Іван Урбанович, Іван Сурма, Вас. Федоранчак, Стефан Дирко, Володимир Ковальчук, Мик. Добош, Мик. Римар, Мирон Івасівка, Мирон Івасівка, Мик. Дмитрів, Богдан Івасівка. Микола Кіселичник

## Вояки УПА
Вол. Винницький, Іван Івасівка, Анітн Івасіка, Микола Спарнїняк, Михайло Паращак, Богдан Губіцкий, Іван Кміт, Дмитро Кміт, Петро Онисько (Говерла), Мих. Пуців (Цяпка), Мик. Лавриковський (Чорний), Т. Паламар (?),

## Вивезенні у Сибір (1945—1951)
Юлія Стецик (24.1.45), Марія Чаплинська (19.12.45), Іван Лазурко (4 особи), Микола Лазурко (2 особи), Василь Олексишин (5 осіб), Йосиф Олексишин (4 особи), Настя Івасівка (2 особи), Іван Агафонов (2 особи), Антон Винницкий (2 особи), Феодосія Лавриковський (1 особи), Юрій Вишневський (3 особи), Мик. Петренко (5 осіб), Йосиф Орсуляк (4 осіб), Григорії Івасівка (5 осіб), Олекса Варивода (3 осіб), Мих. Магура (6 осіб), Онуфрій Сприняк (1 особа), Мих. Сприняк (4 осіб), Мих. Лабовка (1 осіб), Юрій Онисько (1 особа), Мих. Івасівка (1 особа), Дмитро Торський (2 осіб).

## Заарештовані за ОУН-УПА(1945—1951)
Галина Олексишин, Мик. Лавриковський, Емілія Олексишин, Йосип Олексишин, Ярослав Вишневський, Марія Орсуляк, Мих. Лупак, Юлія Казьо, Мирослава Тимків, Володимир Тимків, Ольга Лобота, Мик. Губіцька, Ольга Петренко, Корнелій Чаплинський, Іванна Рачинська, Марія Сурма, Василь Янів, Микола Зайдель, Мик. Веклюк, Мих. Недзельський, Мик. Івасівка, Сидор Скоропад, Вас. Лабовка, Петро Стечкевич, Теодор Пушак, Олекса Янів, Петро Пиляк, Михайло Пужаківський, Йосип Пужаківський, Василь Козар, Іван Сидор.

Пропали безвісти: Юлія Варивода, Василь Онисько, Ігор Пуців, Мих. Варивода, Мих. Івасівка, Катерина Старосольський, Йосип Шашкевич.

## Загинули від СБ УПА
Петро Кулик, його сім'я(1.07.46), Родина Недзельських (2 особи), Мартин Орсуляк (5 осіб), Текля Мороз, Мих. Варивода (лісник), Ольга Біла, Вас. Трач.

## Директори Заводу
Михайло Івасівка («при Австрії»), Грохольсикий («за Польщі»), Шилава(«за Польщі»), головні інженери — Сікора та Коломиєць.

1939 р.-Тітов, Рябов, Василь Івасівка, Френкель, Михайло Кулик, Михайло Андрійович Фомін, Євген Михайлович Кудрявцев, Іван Іванович Ковалишин, Зіновій Васильович Варивода.

## Голови профспілки Стебницького калійного заводу
Мартин Орсуляк, Мих. Вам'як, Мих. Веклюк, Мик. Фаб'як, Мик. Лебеденко, Іван Федорович Сивохіп, Тарас Гладкий, Олександр Шагалін, Василь Славич, Євген Комарницький, Василь Гурський .

## Секретарі партійної організації КПРС на Стебницькому калійному заводі
Семен Яровий, Роман Тітов, Володимир Лех, Василь Славич, Григорій Савич Бульба, Володимир Малюков, Петро Іванович Шавков, Касіан Грех, Володимир Олександрович Сурков, Олександр Миколайович Пурель, Ераст Миколайович Онисько.

## Директори навчальних закладів
управителі: Легедза, Амросій Лев, Стефан Кіндикевич, Томерцер, директори: Василь Онисько (1944), Михайленко, Тихін Кудлай, Микола Токаренко, Юрій Яровий, Сергій Ходарков, Микола Коваленко.
Школа№ 11 Голоденко, Ісаак Камха, Тетяна Колдіна, Надія Коблова, Марія Михайлюк
Школа № 6 Микола Коваленко, Валентина Тіпухова, Ярослав Пєх, Богдан Цапля, Ярослав Застроцький, Виктор Волошанський, Микола Гарисим'як, Мария Іваник.
Школа № 7 Орест Ортинський, Іван Керелюс, Михайло Федорович Гуняк, Анастасія Галяк, Микола Симончук.
Школа № 18 Ярослав Пєх, Роман Івасівка, Мирон Лунишин.
ПТУ (Ліцей) № 30 Микола Сєдов, Лідія Омельяненко, Юрій Заріцький, Дмитро Сидір, Борис Попов, Віталій Андріжієвський
Музична школа Любомир Давидчак, Степан Чулун.
Палац Культури Степан Чулун, Володимир Зубрицький, Любов Ліфненко, Петро Веклюк.

## Війти
Ілько Дмитрів, Йосиф Волошинський, Шиманович — Австрія.

Владзімєж Грігоржевіч, Петро Вербич — Польща.

Староста Гміни Іван Дубик

## Голови сільради
Михайло Васильович Амборський — сільрада (1939—1941), Тодор Пушак, Іван Мороз, Валентина Ставіцкий, Василь Гладкий, Теодозій Йосипович Соболь, Мик. Вайтович, Олександр Колтанов, Розалія Селіванова, Мих. Середницький, Іван Хамандяк, Володимир Іванович Ланчак .

## Голови міськради
Мирон Євстахович Магур, Микола Іванович Гориславський.

## Мери
Іван Іванович Корнута, Богдан Стечкевич, Микола Іванович Гориславський, Роман Степанович Калапач, Василь Федорович Пецюх, Петро Романович Старосольський

## Українські воїни-учасники російсько-української війни
- Іваник Володимир Васильович (1987—2017) — боєць Добровольчого українського корпусу «Правий сектор».

Це список жодним чином не є вичерпним